# وسط سويسرا
منطقة وسط سويسرا هي منطقة في جبال الألب في سويسرا، تشمل كانتونات أوري شفيتس، أوبوالدن، نيدوالدن، لوسيرن وزوغ.